# Ragash (distrito)
Ragash é um dos dez distrito da província de Sihuas, situada na região de Ancash.

## Transporte
O distrito de Ragash não é servido pelo sistema de estradas terrestres do Peru.